# Cá bẹ Ấn Độ
Cá bẹ Ấn Độ, tên khoa học Ilisha melastoma, là một loài cá trong họ Pristigasteridae.